# 10 000 meter för damer i friidrott vid olympiska sommarspelen 2020
Damernas 10 000 meter vid olympiska sommarspelen 2020 avgjordes den 7 augusti 2021 på Tokyos Olympiastadion i Japan. 29 deltagare från 18 nationer deltog i tävlingen. Det var 9:e gången grenen fanns med i ett OS och den har funnits med i varje OS sedan 1988.
Sifan Hassan från Nederländerna tog guld efter ett lopp på tiden 29.55,32. Silvermedaljen togs av bahrainska Kalkidan Gezahegne på tiden 29.56,18 och bronsmedaljen gick till Letesenbet Gidey från Etiopien som sprang i mål på 30.01,72.

## Rekord
Innan tävlingens start fanns följande rekord:
| Världsrekord     | Letesenbet Gidey (ETH) | 29.01,03 | Hengelo, Nederländerna    | 8 juni 2021     |
| Olympiskt rekord | Almaz Ayana (ETH)      | 29.17,45 | Rio de Janeiro, Brasilien | 12 augusti 2016 |

| Område                                   | Tid           | Idrottare          | Nation        |
| ---------------------------------------- | ------------- | ------------------ | ------------- |
| Afrika                                   | 29.01,03 0VR0 | Letesenbet Gidey   | Etiopien      |
| Asien                                    | 29.31,78      | Wang Junxia        | Kina          |
| Europa                                   | 29.06,82      | Sifan Hassan       | Nederländerna |
| Nordamerika, Centralamerika och Karibien | 30.13,17      | Molly Huddle       | USA           |
| Oceanien                                 | 30.35,54      | Kimberley Smith    | Nya Zeeland   |
| Sydamerika                               | 31.47,76      | Carmem de Oliveira | Brasilien     |

Följande nationsrekord slogs under tävlingen:
| Land    | Idrottare          | Omgång | Tid      | Noteringar |
| ------- | ------------------ | ------ | -------- | ---------- |
| Burundi | Francine Niyonsaba | Final  | 30.41,93 |            |

## Schema
Alla tider är UTC+9.
| Datum                 | Tid   | Omgång |
| --------------------- | ----- | ------ |
| Lördag 7 augusti 2021 | 19:00 | Final  |

## Final
| Placering | Idrottare                 | Nation         | Tid                  | Noteringar |
| --------- | ------------------------- | -------------- | -------------------- | ---------- |
| 1         | Sifan Hassan              | Nederländerna  | 29.55,32             |            |
| 2         | Kalkidan Gezahegne        | Bahrain        | 29.56,18             |            |
| 3         | Letesenbet Gidey          | Etiopien       | 30.01,72             |            |
| 4         | Hellen Obiri              | Kenya          | 30.24,27             | 0PB0       |
| 5         | Francine Niyonsaba        | Burundi        | 30.41,93             | 0NR0       |
| 6         | Irene Chepet Cheptai      | Kenya          | 30.44,00             | 0PB0       |
| 7         | Ririka Hironaka           | Japan          | 31.00,71             | 0PB0       |
| 8         | Konstanze Klosterhalfen   | Tyskland       | 31.01,97             |            |
| 9         | Eilish McColgan           | Storbritannien | 31.04,46             |            |
| 10        | Emily Sisson              | USA            | 31.09,58             |            |
| 11        | Yasemin Can               | Turkiet        | 31.10,05             | 0SB0       |
| 12        | Karissa Schweizer         | USA            | 31.19,96             |            |
| 13        | Alicia Monson             | USA            | 31.21,36             |            |
| 14        | Andrea Seccafien          | Kanada         | 31.36,36             |            |
| 15        | Dolshi Tesfu              | Eritrea        | 31.37,98             |            |
| 16        | Sheila Chelangat          | Kenya          | 31.48,23             |            |
| 17        | Jessica Judd              | Storbritannien | 31.56,80             |            |
| 18        | Meraf Bahta               | Sverige        | 32.10,49 (32.10,483) |            |
| 19        | Camille Buscomb           | Nya Zeeland    | 32.10,49 (32.10,489) | 0SB0       |
| 20        | Dominique Scott           | Sydafrika      | 32.14,05             |            |
| 21        | Hitomi Niiya              | Japan          | 32.23,87             | 0SB0       |
| 22        | Yuka Ando                 | Japan          | 32.40,77             |            |
| 23        | Selamawit Teferi          | Israel         | 32.46,46             |            |
| 24        | Mercyline Chelangat       | Uganda         | 33.10,90             |            |
|           | Tsigie Gebreselama        | Etiopien       | 0DNF0                |            |
|           | Karoline Bjerkeli Grøvdal | Norge          | 0DNF0                |            |
|           | Susan Krumins             | Nederländerna  | 0DNF0                |            |
|           | Sarah Lahti               | Sverige        | 0DNF0                |            |
|           | Tsehay Gemechu            | Etiopien       | 0DSQ0                | TR 17.3.2  |